# Turanodinia tisciae
Turanodinia tisciae är en tvåvingeart som beskrevs av Papp 1987. Turanodinia tisciae ingår i släktet Turanodinia och familjen tickflugor.
Artens utbredningsområde är Ungern. Inga underarter finns listade i Catalogue of Life.